# Jan Antoni Błaszkiewicz
Jan Antoni Błaszkiewicz (ur. 24 czerwca 1889, zm. 22 października 1914) – podporucznik Legionów Polskich, działacz niepodległościowy, kawaler Orderu Virtuti Militari.

## Życiorys
Jan Antoni Błaszkiewicz urodził się w Brzeżanach. W 1905 ukończył VI klasę w C. K. Gimnazjum w Brzeżanach. Następnie studiował na wydziale prawa Uniwersytetu Franciszkańskiego. Od szkoły średniej był związany był z polskimi ugrupowaniami niepodległościowymi. Był członkiem ZWC, Związku Strzeleckiego w Brzeżanach gdzie ukończył kurs podoficerski. Równocześnie należał do „Sokoła”.
Po wybuchu wojny był kurierem, który przywiózł do Brzeżan rozkaz mobilizacyjny dla miejscowego oddziału Związku Strzeleckiego i udał się z nim z Brzeżan do Krakowa. Tutaj przydzielony został do półbatalionu uzupełniającego por. Władysława Dragata - jednostki uzupełniającej I Brygady. 13 października Błaszkiewicz został przydzielony do 1 pułku piechoty Legionów, gdzie objął dowództwo 2 plutonu III batalionu. Brał udział w walkach Legionów pod Anielinem i Laskami. 22 października został ciężko ranny w brzuch. Został pochowany na cmentarzu legionowym w Laskach – Anielinie. 

## Ordery i odznaczenia
- Krzyż Srebrny Orderu Wojskowego Virtuti Militari nr 6459 – pośmiertnie, 17 maja 1922[3][4]
- Krzyż Niepodległości – pośmiertnie, 16 marca 1937 „za pracę w dziele odzyskania niepodległości”[5][6] i 2 maja 1933[7][8][9]